# リチャード・K・バーンスタイン
リチャード・K・バーンスタイン（英語: Richard K. Bernstein, 1934年6月17日 - 2025年4月15日）は、アメリカ合衆国の医師。糖尿病患者の血糖値の正常化に向けて、炭水化物の摂取を制限する食事法を奨めている。バーンスタイン自身も1型糖尿病患者であり、12歳の時に発症した。ニューヨーク州・ママロネックに構えた自身の診療所で、糖尿病患者、糖尿病予備軍の患者の治療を行っている。

## 生い立ち
1934年、ニューヨーク市に生まれる。12歳の時に1型糖尿病を発症する。今後、20年以上に亘って、「ごく普通の糖尿病患者」と呼ばれる状態が続くことになる。医者や従来までの糖尿病ガイドラインに従っていたバーンスタインであったが、糖尿病の合併症は悪化の一途を辿っていた。30代のころには、身体の内部の悪化がかなり進んでいた。イェシーバー大学アルベルト・アインシュタイン医学校卒業。

## 血糖値の測定
1969年10月、バーンスタインは、業界誌『Lab World』を読んでいたとき、ある広告に目が留まった。血液を一滴採取して1分で血糖値の測定ができる『エイムス反射率計』（ en:Ames Reflectance Meter ）の広告であった。この機器は、救急隊員が意識不明の人間に対して、「泥酔しているせいなのか、それとも糖尿病患者なのか」を区別するために使うものであった。これの重さは3ポンド（約1.36㎏）で、値段は650ドル、病院と認定医だけが持つことを許された。バーンスタインは、自分の血糖値を自分で制御しようと決心し、医者でもあった自身の妻に、この器具を注文して欲しいと頼んだ。
バーンスタインは、1日に約5回、血糖値を測定するようにした。この測定を開始してすぐに、1日を通して自身の血糖値が著しく変動することに気付いた。血糖値の急変動を防ぐため、インスリン療法を1日に1度だったのを1日2度に調整し、食事の際には、とくに炭水化物の摂取量を減らしてみることにした。血糖値を測定する生活を始めて3年経過したころ、合併症の症状は未だ進行中の身であったが、バーンスタインは糖尿病に関係する科学論文の研究を始めていた。
糖尿病についての科学論文を精査しているとき、バーンスタインは、血糖値を正常に保つことにより、糖尿病の合併症を予防し、さらには糖尿病を患う前の状態にまで回復できる可能性を、複数の動物実験による研究で発見した。これは、「高糖質・低脂肪な食事を摂り続けることで、低血糖症と糖尿病性ケトアシドーシス（ diabetic ketoacidosis ）を予防すること」に重点を置いた従来までの糖尿病治療のやり方とは対照的であった。
血糖値の正常化を目指したバーンスタインは、そこから1年以内に、血糖値をかなり正常に近いところまで回復させた。長年に亘って患ってきた糖尿病とともに慢性的な合併症と疲労感に苛まれていたバーンスタインは、自身が健康体であることと、力がみなぎってくるのを感じた。自身の血清コレステロール（ serum cholesterol ）と中性脂肪の数値は正常範囲内に治まっており、彼の友人の多くから「もはや以前のような青ざめた顔付きとは違う」と言われるようになった。バーンスタインは、糖尿病患者が自身の血糖値を制御することがいかに重要であるかを熱心に説いていた。

## 医師として
バーンスタインは、この方法は糖尿病患者にとって大いに助けになるだろうと確信していた。自身の糖尿病治療の経験を活かそうとするも、医師免許がそもそも無かった（もともとは技術者として仕事をしていた）ため、糖尿病患者が受けている従来の治療法を変えさせようとするのはそもそも不可能であった。自分が実践した糖尿病治療のやり方について書いた論文を主要な医学雑誌に掲載してもらおうと頼むも、医学界は拒否した。バーンスタインが「医者ではないから」であった。
1977年、バーンスタインは仕事を辞め、医者になることを決意する。バーンスタインは、「医者である彼らに勝つためには、自分が医者になる必要がある」と述べている。バーンスタインは、45歳にしてアルベルト・アインシュタイン医学校に入学を果たす。
1983年、ニューヨーク・ママロネックにある自宅の近くに、診療所を開設した。
2006年の時点で、バーンスタインのHDLコレステロール値は118、LDLコレステロール値は83、トライグリセライド（ Triglyceride, 中性脂肪値）は45、空腹時の血糖値は平均で83mg/dlであるという。
2008年の時点で、バーンスタインは1型糖尿病患者の平均寿命を超えた。
2025年4月15日に死去。90歳没。

## 炭水化物摂取上限量
炭水化物の摂取量について、バーンスタインは、朝・昼・夜、1日に3回食事をする場合、朝食では6グラム以内、昼食では12グラム以内、夕食では12グラム以内に抑えるよう指導している。

## 参考
1. 1 2 3  Bernstein, Richard K.. Dr. Bernstein's Diabetes Solution: My Life with Diabetes 2010年6月27日閲覧。 selected chapters available online
2. ↑   Dr. Bernstein's Diabetes Solution, p. 113
3. ↑  “Richard Bernstein Obituary - Forest Hills, NY” (英語). Dignity Memorial. 2025年4月16日閲覧。

## 著書
- Diabetes: The GlucograF Method for Normalizing Blood Sugar　1981
- Diabetes Type II: Living a Long, Healthy Life Through Blood Sugar Normalization (1st ed.)　1990
- The Diabetes Diet: Dr. Bernstein's Low-Carbohydrate Solution　2005　ISBN 978-0-316-73784-5
- Dr. Bernstein's Diabetes Solution: The Complete Guide to Achieving Normal Blood Sugars (Hardcover 4th ed.)　2011　ISBN 978-0-316-18269-0（邦題:『バーンスタイン医師の糖尿病の解決 - 正常血糖値を得るための完全ガイド』（第3版・2009年、太田喜義翻訳　ISBN　978-4765313995　第4版・2016年、柴田寿彦翻訳　ISBN 978-4765316743）